# Karl Koch (ciclista)
Karl Ernst Georg Koch (30 de junho de 1910 — 28 de junho de 1944) foi um ciclista alemão, que participou nos Jogos Olímpicos de Amsterdã 1928.
Koch competiu na prova de estrada individual e terminou em quadragésimo quinto; posteriormente, tornou-se profissional e competiu até o ano de 1934.